# Юр, Мэри
Мэри Юр (англ. Mary Ure, 18 февраля 1933 — 3 апреля 1975) — британская актриса, номинантка на премию «Оскар» в 1960 году.

## Биография
Мэри Юр родилась в Глазго 18 февраля 1933 года в семье инженера Колина Макгрегора Юр и его жены Эдит Свинбэрн. Там же она училась в школе драмы, а после её окончания уехала в Лондон, где поступила в Центральную школы драмы и речи. Благодаря хорошим внешним данным Мэри Юр вскоре стали приглашать в лондонские театры, где она проявила себя как отличная драматическая актриса.
Во время выступлений в пьесе «Оглянись во гневе» актриса познакомилась с её постановщиком Джоном Осборном. Вскоре у них началась любовная связь, после чего Осборн развёлся со своей женой, и в 1957 году вступил в брак с Мэри Юр. Спустя год она выступила с этой пьесой на Бродвее и была номинирована на премию «Тони» как лучшая драматическая актриса. Эту же роль Мэри Юр сыграла ещё раз в одноимённом фильме 1958 года, где вместе с ней снимался Ричард Бартон. К этому времени её брак с Осборном постепенно разваливался, и в 1959 году у неё уже началась связь с британским актёром Робертом Шоу. В это же время Мэри Юр родила сына от Осборна, которого впоследствии, после свадьбы в 1963 году, усыновил Роберт Шоу. От Шоу актриса родила ещё троих детей.
В 1960 году Мэри Юр стала номинанткой на премии «Оскар» и «Золотой глобус» за роль Клары Дейвс в фильме «Сыновья и любовники». После этого в течение нескольких лет Юр не снималась, посвятив себя воспитанию детей. В 1967 году она вместе с мужем появилась в фильме «Последний подвиг», а год спустя снялась с Ричардом Бартоном и Клинтом Иствудом в знаменитом фильме «Куда залетают только орлы». В последующие годы актриса редко снималась в кино, в большей степени посвятив себя работе в театре.
В начале 1970-х годов у Юр начались проблемы в личной жизни, а возросшая потребность в алкоголе стала постепенно разрушать её карьеру. Всё это привело к тому, что 3 апреля 1975 года в возрасте 42 лет Мэри Юр умерла от чрезмерной дозы виски и барбитуратов.

## Избранная фильмография
- 1955 — Шторм над Нилом — Мэри Борроуз
- 1957 — Путь Уиндома — Ли Уиндом
- 1959 — Оглянись во гневе — Элисон Портер
- 1960 — Сыновья и любовники — Клара Дейвс
- 1967 — Последний подвиг — Элизабет Кастер
- 1968 — Куда не долетают и орлы — Мэри Элисон